# Arroyo del Arbolito
El arroyo del Arbolito es un curso de agua uruguayo que atraviesa los departamentos de  Artigas y Salto perteneciente a la cuenca hidrográfica del Río de la Plata.
Nace en la Cuchilla de Belén y desemboca en el río Arapey Chico.